# 1907年至1908年英格蘭足總盃
1907/08球季英格蘭足總盃（英語：FA Cup），是第37屆英格蘭足總盃，今屆賽事的冠軍是狼隊，他們在決賽以3:1擊敗紐卡素，奪得冠軍。本屆賽事繼續在水晶宮國家體育中心舉行。
次級聯賽的狼隊擊敗近4屆3度入決賽的紐卡素，令後者近年三次入決賽皆輸波。

## 外部連結
1. 英格蘭足總盃官網Archive-It的存檔，存档日期2012-04-24
2. 英格蘭足總盃 歷屆冠軍（页面存档备份，存于）